# Kia Tasman
Le Tasman est le premier pick-up du constructeur automobile coréen Kia Motors. Il est produit à partir de 2024 en Corée du Sud et commercialisé sur son marché local, en Afrique, en Australie et au Moyen Orient.

## Présentation
Le Kia Tasman est présenté le 29 octobre 2024 au salon international de l'automobile de Djeddah en Arabie Saoudite.
Son nom fait référence à la Tasmanie, territoire d'Australie où il est commercialisé.

## Caractéristiques techniques
Le Tasman est proposé en plusieurs variantes : simple cabine ou double cabine, benne ouverte ou fermée. Il dispose d'un espace de rangement coulissant sous les sièges arrière de 33 litres, tandis que la benne a une capacité de 1 173 l et permet de transporter jusqu'à 1 195 kg. Quant à la capacité de remorquage elle va jusqu'à 3 500 kg.

### Motorisations
Le pick-up est motorisé par des quatre-cylindres essence et diesel. Le moteur essence de 2,5 litres développe 277 ch et 421 N m de couple, alors que le diesel 2,2 litres produit de 207 ch et 442 N m. Tous deux sont associés au choix à une boîte manuelle à 6 rapports ou automatique à 8 vitesses.

## Finitions
- X-Line
- Pro